# Sam Hutsby
Sam Hutsby (Portsmouth, Hampshire, 1988) is een golfprofessional uit Engeland.

## Amateur
Tot juni 2008 was Sam Torrance de coach van Sam Hutsby. 

In 2009 werd hij finalist bij het Brits amateurkampioenschap en verloor de finale op Formby Golf Club van Matteo Manassero, de jongste Brits Amateur winnaar ooit. Eerder won hij het Spaans Amateur Kampioenschap in 2006 en was hij finalist bij het Spaans Amateur in 2009 toen Reinier Saxton won.

Op 15 april 2009 was Hutsby met zijn 6de plaats de hoogstgeplaatste Engelse speler op de World Ranking. 
In de Walker Cup verloor hij zijn eerste single, maar hij won zondag de foursome met Wallace Booth en de singles, waardoor hij de meeste punten van zijn team scoorde. Een dag later werd hij professional.

### Gewonnen
- 2004: Douglas Johns Trophy op Harewood Downs met 68-66

#### Teams
- Brabazon Trophy: 2006, 2007, 2008
- European Nations Cup: 2009 (winnaar individueel)
- Walker Cup: 2009

## Professional
Na de Walker Cup van 2009 werd Hutsby professional, net als Gavin Dear, de beste Schotse amateur. Hun manager is Wasserman Media Group. 
Op de Tourschool eindigde Hutsby op de 2de plaats dus speelt hij nu op de Europese PGA Tour. Zijn eerste optreden als professional was in oktober 2009 op het Alfred Dunhill Links Kampioenschap, dat gewonnen werd door Simon Dyson. 
In 2010 verloor hij zijn speelrecht en in 2011 speelde hij op de Challenge Tour waar hij als nummer 48 eindigde. Hij moest dus weer naar de Tourschool, waar hij in de Finals in Girona direct aan de leiding ging.